# 許智峯
許智峯（英語：Ted Hui Chi-fung；1982年6月8日—），流亡香港政治人物，在香港出生及長大，祖籍地未公開；前港島西立法會議員以及中西區區議會中環選區議員，目前因棄保潛逃被香港警方通緝。2011年，由於時任區議員阮品強不再尋求連任，因此當時年僅29歲的民主黨成員許智峯出選。最終許擊敗其他對手，成功出任中環選區議員。2015年，許尋求連任成功。2016年7月，許智峯與單仲偕組成名單競逐立法會香港島選區的議席，而排名單首位的許智峯後以42499票當選，成功晉身立法會。2020年11月，許智峯因四宗刑事案件包括刑事毀壞在內的九項控罪在區域法院提堂，被獲准保釋押後再審。2020年12月，許智峯以公務名義訪問丹麥，之後宣佈流亡並退出民主黨，先後到了英國及澳洲。

## 早年
許智峯於屯門大興邨興盛樓長大，曾就讀仁愛堂田家炳中學（在校時曾因頭髮長而被時任訓導主任、教育評議會副主席何漢權剪頭髮）及聖公會聖西門呂明才中學，後來在香港城市大學取得法律學士。於1999年六四燭光晚會中認識民主黨區議員，同期加入民主黨，正式開始參與政治活動。於畢業後，得到區議員黨友的引薦，加入民主黨立法會議員的研究部，從事政策研究工作。

## 參與香港區議會選舉
2007年，許智峯代表民主黨出選屯門鄉郊選區，最終得554票落敗於得1958票的陶錫源，但得票比158票的陶國標多。
2011年，由於時任區議員阮品強不再尋求連任，當年僅29歲的許智峯代表民主黨出選中環區議員，以望接替。其他候選人包括人民力量蘇浩及親建制派獨立人士衛珮璇，當中以衛珮璇的選情跟許智峯不相伯仲。
於選舉兩星期前突爆出種票嫌疑。許智峯翻查該區選民登記冊時，發現衛珮璇自選舉當年（2011年）起，一家六口突然搬遷往選區內一個只約二百多呎的單位，並報稱同時居住了六人及登記成為選民。許智峯質疑該六人並非全部居於該處，有種票嫌疑，因此親身到廉政公署投訴，令當時不少市民關注建制派涉嫌種票之事。再者，衛珮璇於選舉期間被揭向選民發送宣傳電郵中，竟包括區內其他選民名字，電郵地址及其居住地域，變相將大量區內選民的個人私隱外洩露給第三者，更有選民立即向衛投訴。
最終，許智峯成功以951票擊敗身陷醜聞以取得800票的衛珮璇和96票的蘇浩，成功當選為新任中西區區議會中環區議員。
2015年區議會選舉，許智峯以過半得票撃敗建制派所支持的香港島各界聯合會劉尉欣而成功連任。其後於2016年立法會選舉中代表當選本區所在的港島區直選議席，成為雙料議員。
2019年10月4日，許智峯遞交提名報名參選2019年香港區議會選舉中環選區。建制派所支持的香港島各界聯合會黃鐘蔚參選應戰。最後，許智峯以1618票取勝，比黃鐘蔚的1319票多299票。

### 歷屆選舉結果
| 政党   | 政党             | 候选人    | 票数  | %     | ±      |
| ------ | ---------------- | --------- | ----- | ----- | ------ |
|        | 民主黨           | 1. 許智峯 | 1,618 | 55.09 | ▲1.40  |
|        | 香港島各界聯合會 | 2. 黃鐘蔚 | 1,319 | 44.91 | 不適用 |
| 多数票 | 多数票           | 多数票    | 299   | 10.18 | ▲2.79  |

| 政党   | 政党             | 候选人    | 票数  | %     | ±      |
| ------ | ---------------- | --------- | ----- | ----- | ------ |
|        | 民主黨           | 1. 許智峯 | 1,090 | 53.69 | ▲2.20  |
|        | 香港島各界聯合會 | 2. 劉尉欣 | 940   | 46.31 | 不適用 |
| 多数票 | 多数票           | 多数票    | 150   | 7.39  | ▼0.79  |

| 政党   | 政党             | 候选人    | 票数 | %     | ±      |
| ------ | ---------------- | --------- | ---- | ----- | ------ |
|        | 香港島各界聯合會 | 1. 衛珮璇 | 800  | 43.31 | 不適用 |
|        | 民主黨           | 2. 許智峯 | 951  | 51.49 | 不適用 |
|        | 人民力量         | 3. 蘇浩   | 96   | 5.20  | 不適用 |
| 多数票 | 多数票           | 多数票    | 151  | 8.18  | ▼15.09 |

| 政党   | 政党   | 候选人    | 票数  | %     | ±      |
| ------ | ------ | --------- | ----- | ----- | ------ |
|        | 自由黨 | ①. 陶錫源 | 1,958 | 73.33 | 不適用 |
|        | 民主黨 | ②. 許智峯 | 554   | 20.75 | 不適用 |
|        | 獨立   | ③. 陶國標 | 158   | 5.92  | 不適用 |
| 多数票 | 多数票 | 多数票    | 1,404‬ | 52.58 | 不適用 |

## 政治生涯及事件
當選區議員後，許智峯處理區內民生議題，當中包括擴大申請酒牌的社區諮詢範圍、中環嘉咸市集堵塞地盤及抗議民政處黑箱作業靜坐被抬等。而在政改問題上，許智峯曾舉行佔領中環研討會、7.1遊行及凍結黃成智黨籍。因其言行於黨內屬激進派，主張對建制派進行非暴力的議會抗爭，因此被稱為「斯文激進派」。

### 在區議會抗議親中派利益衝突靜坐被抬離場
於2014年3月6日中西區區議會轄下公民教工作小組舉行會議，審議如何撥出25萬元公帑，推動政改宣傳工作。惟開會前，許智峯發現申請撥款的團體為香港島各界聯合會中西區各界聯會都與中西區區議會公民教育工作小組主席李志恆，議員張翼雄及吳永恩有利益關係，名符其實「自己投票撥款比自己」。再者，這些團體的名譽主席為梁振英，榮譽顧問香港中聯辦港島工作部部長吳仰偉等，許智峯認為這樣的撥款是等同用公帑來幫政府進行洗腦。而這些團體所申報的活動亦是為人熟悉的蛇齋餅粽之一 - 酒樓茶聚，費用為3萬元。 
因此，許智峯履行議員職責，監察有關款項是否用得其所，參與是次會議，並帶同助理和兩名記者（蘋果日報和明報）列席會議。
然而，區議會常規並無明文規定小組會議不准記者列席和採訪，但該小組小席--區議員李志恒，竟即場警告記者，指記者不能列席會議，宣布會議需要閉門進行。記者拒絕離場後，李志恒即提出動議，反對記者在場列席，動議在建制派議員支持下通過，主席隨即召喚民政事務署（會議室所在的場主）的保安人員，驅逐記者。民主黨區議員許智峯不滿李志恒的決定，即場提出質疑。由於主席主持會議手法粗暴，有欠程序公義，場面混亂，故民主黨成員吳兆康將過程拍攝紀錄。有建制派與會者不滿被拍攝，並借題發揮報警。最終在李志恒無權驅逐議員的情況下，民政事務署屬下的保安人員竟依照其指示，試圖抬走許智峯、吳兆康等人未果，及後再由近廿名在場警員，將許、吳及助理三人抬離會議室。 
事後，許智峯被控在靜坐抗議時，強行由接待處櫃枱捲閘間爬入辦公室期間，涉嫌踢傷兩名保安，被控兩項普通襲擊罪罪名。案件最後於2015年4月28日完成審判，東區法院法官裁定許智峯兩項普通襲擊罪罪名不成立。法官裁決時表示，雖被告進入辦公室時屬侵入者，但事發時他的雙腳被按住，不排除他是因失去平衡，非自願性地踢到保安，並非蓄意踢傷，加上2名事主傷勢輕微，在有疑點下裁定被告罪名不成立。許智峯在庭外指，對脫罪感慶幸，但認為今次反映有不合理的事，如區議員進入區議會時被阻止，認為有關部門需要檢討。

### 關注中環嘉咸市集重建及堵塞地盤
市區重建局建議發展項目包括三個地盤（地盤A、B及C），用作住宅、商業、酒店及零售用途，並提供社區設施以及公共休憩空間。嘉咸街有78個商戶及不少街坊受到影響，商戶需要搬走。市建局起初承諾「無縫交接」，讓乾貨商戶和食肆留待新濕貨大樓建成後才遷走，但於2013年9月突然反口，要求商戶於該年年底離開。
事件引起當區爭議，許智峯聯同黨友吳兆康幫助受影響商戶多次到地盤以及市建局總部抗議，其中2015年4月9日，許智峯到中環嘉咸街地盤外示威，抗議市建局違背承諾迫遷，消滅嘉咸街百年市集，被強行駛出的市建局大型地盤車撞到，現正送院。許智峯和吳兆康認為，市建局應以實踐社會責任，市民福祉為己任，不應只以利益掛帥。最後，許智峯到醫院驗傷，並無大礙。

### 動議凍結黃成智黨籍
2015年5月，當時的民主黨成員黃成智在無民主黨同意下，以個人名義發動聯署，促請民主派在爭取到中央承諾提委會公司票轉個人票及白票「守尾門」的前提下，投票支持政改方案。許智峯反對有關行動，雖然黨員有言論自由，但黃成智的行動破壞民主黨及泛民團結，若黃堅持聯署，民主黨必須召開緊急中委會，以凍結黃成智會藉。另外，許智峯亦指狄志遠、羅致光及黃成智近來的言行破壞民主黨團結，建議三人若與黨理念不符，應該退黨。5月21日，許智峯提出緊急動議，民主黨中委會其後通過凍結黃成智會藉。
2015年6月14日，民主黨紀律委員會開會裁定黃成智違反黨紀，建議革除他的黨籍，7月在民主黨中委會通過。

### 被梁君彥趕離會議廳
2016年11月9日，原定提出首條口頭質詢的許智峯向梁君彥提出要求緊急休會辯論人大釋法，梁拒絕口頭質詢並多次警告許停止發言，均不得要領，在沒違反議事規則的情況下，下令許離開會議廳，一批泛民主派議員不滿其裁決，一擁而上「保護」許智峯，試圖阻止立會保安行動，情況一度混亂，結果開會僅四分鐘，梁君彥就宣布暫停會議，其後須轉換會議室舉行會議。

### 制止政府監視立法會議員，搶手機風波
2018年4月24日，立法會審議西九龙站内地口岸区「一地兩檢」草案，許智峯不滿政府派出「狗仔隊」監視議員，在立法會會議室外，搶走保安局一名女行政主任手上文件，再奪去其政府手機，衝入男洗手間內17分鐘，一度拒絕歸還。事後，有關職員已向警方報案。政務司司長張建宗指特區政府高度關注事件並予以嚴厲譴責，形容該行為粗暴。25日，許公開就事件致歉。他在電台節目中承認「用自己方法」記下手機中的資料。同日晚上警方在立法會主席批准下進入立法會搜證，包括在電梯大堂、走廊及男廁外調查，歷時約1.5小時。事後，警方翻查閉路電視並確認此事件屬實，同時行管會對此發表最嚴厲的譴責。民主党前主席刘慧卿认为许做法恐怖，已經不適合繼續留在議會和民主黨；而她认为民主党有必要“大义灭亲”，并作出公正嚴明的處理。
同年4月26日，民主黨中委會全票通過向許智峯作出強烈譴責，並即時凍結其黨籍。民主黨主席胡志偉指，將會把許智峯的個案交民主黨紀律委員會調查，一但裁定許智峯違反黨紀，將由民主黨中央委員會表決是否將許革出民主黨。立法会全体议员於2018年4月27日閉門觀看相關影片，叶刘淑仪决定提出譴責動議。若谴责动议获得三分之二的全体议员通过，许或将会失去议席；公民黨楊岳橋則認為雖然許的行為粗暴，但他已深切道歉，其行為與罷免議席不相符。
2018年10月16日，香港警方正式起訴許智峯3罪，包括普通襲擊、有犯罪或不誠實意圖取用電腦以及阻礙公職人員執行公務，案件由網絡安全及科技罪案調查科負責。2019年5月27日裁判官鄭念慈裁定許全部三項罪名成立，案件押後至6月10日，先為許索取社會服務令報告後再判刑，並批准他繼續保釋，但明言法庭保留判處即時監禁的可能性。最终法院判令其罚款3800港元及240小时社会服务令。
許智峯質疑政府派「狗仔隊」記錄議員大樓內的出入及行蹤，有違《個人資料（私隱）條例》，向個人資料私隱專員公署投訴。私隱專員於2018年4月決定不繼續處理許智峯的投訴，許智峯不服提出上訴。2020年3月25日，行政上訴委員會認為政府記錄議員行蹤關乎合法目的及合乎公眾利益，駁回許智峯上訴。

### 陳學鋒議員指許智峯議員於區議會會議內意圖衝向主席
2018年10月4日，建制派議員陳學鋒於由前行政會議成員張震遠及梁振英競選辦顧問鄧爾邦成立的「齊心基金有限公司」管理的港人講地內，表示認為許智峯議員於區議會會議內意圖衝向主席。。

### 中西區區議會搶文件
2019年4月11日，中西區區議會財務委員會會議正討論地區團體的撥款申請時，許智峯質疑團體「香港中華文化協會」曾於2016年民建聯周年籌款晚宴上，以1880萬元捐款投得一幅由張曉明親筆所提的「度德而處」書法作品，而該團體和民建聯有利益衝突，要求民建聯申報及避席，並批評財委會主席李志恆未處理其提出的規程問題，遂到李的座位旁搶走對方文件。李和其他建制派議員報警處理，許智峯及後願意歸還文件，惟不肯歸還民政處官員抽籤箱。許智峯同時指團體「香港中華文化協會」宗旨和網站內容顯示其政治立場親政府，屬政治組織，根據《運用區議會撥款守則》不得申請區議會撥款。

### 2020年元旦大遊行事件

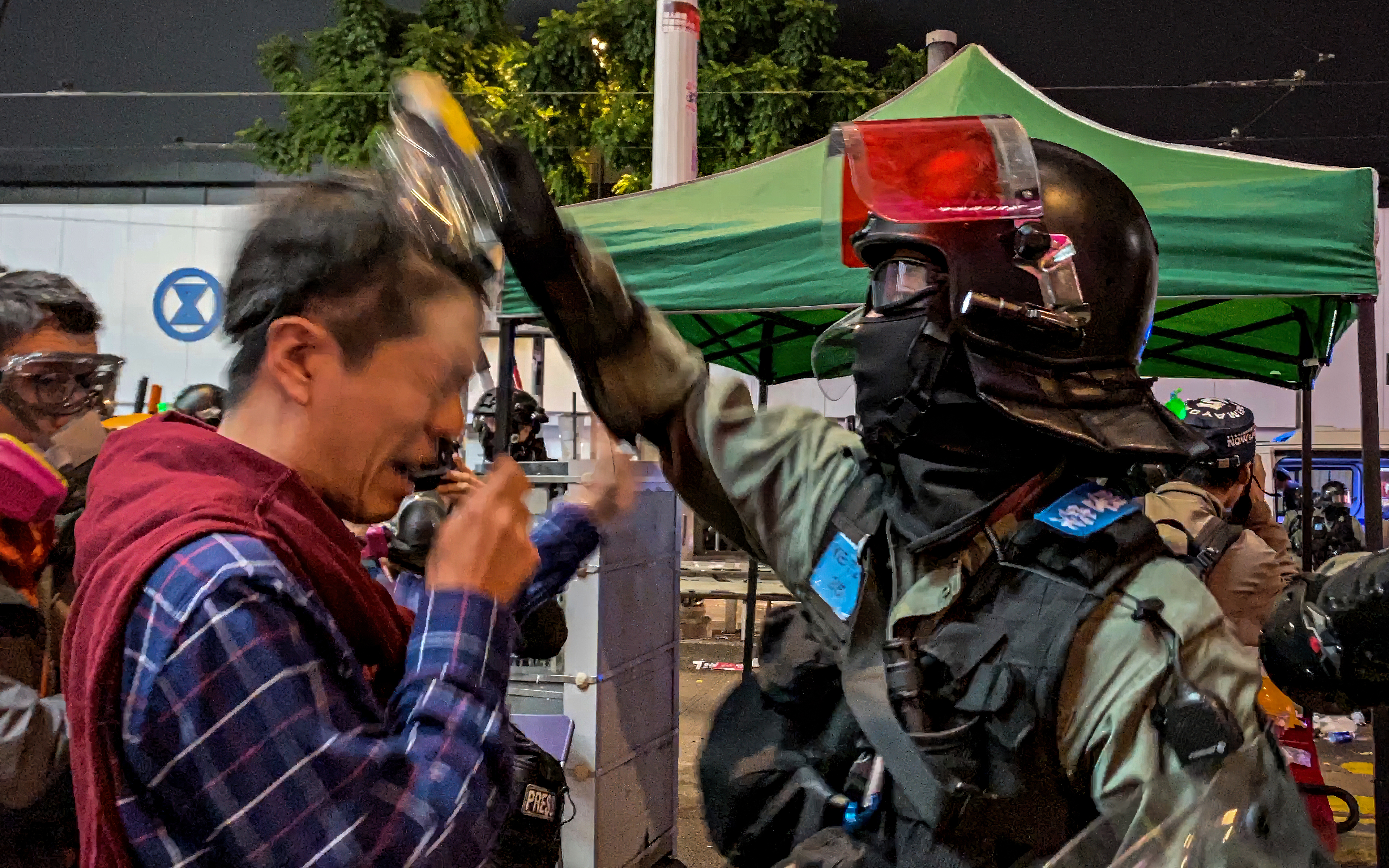
防暴警員手持胡椒噴劑，近距離指向許智峯

民間人權陣線於反對逃犯條例修訂草案運動期間，在2020年1月1日發起元旦大遊行，民陣指有超過103萬名市民參加。晚上約7時許，警方水炮車在銅鑼灣發射水柱及在怡和街舉黑旗警告，並施放催淚彈。許智峯在記者及警方防線中間，有一名防暴警員手持胡椒噴劑，近距離指向許智峯，許智峯不斷後退，但遭警扯開眼罩再被近距離噴胡椒噴劑。許回應指這些蓄意襲擊，出於洩憤和仇恨，又批評江永祥繼續包庇同事。

### 以私人刑事檢控方式檢控西灣河開槍事件開槍警察
許智峯於2020年1月23日以私人刑事檢控方式，入稟控告在西灣河向示威者開槍的交通警兩罪，包括「意圖謀殺」及「 意圖造成身體嚴重傷害而射擊」。許表示，反修例運動至今，警隊並無就個別警員的違法行為行出處分或起訴，只好透過公民起訴方式，彰顯公義。

### 入稟要求警方披露逃犯條例爭議期間所使用催淚彈的成份
許於2020年1月18日入稟高院，要求警方披露催淚彈成份及可能釋放哪種化學物。許指警方過去半年無節制地「催淚彈放題」，市民非常憂慮健康受損，但警方和政府拒絕交代成份，故他興訟索取資料，以便提出司法覆核和申請禁制令，阻止警方使用過度有害或毒性超標的催淚彈。

### 被民建聯前區議員誣指安排收錢遊行
2019年9月，印尼女記者Veby Mega Indah於灣仔行人天橋採訪全球反極權大遊行期間，遭警員的子彈射盲右眼。2020年3月，有網民在Facebook群組上載一名警長的個人資料，指就是該名警員開槍。許之黨友鄭麗琼把圖文轉載，並寫有「如果這名警員是有良知的？請自首！以眼還眼」。及後鄭麗琼其後於3月26日凌晨被警方拘捕，但鄭麗琼代表律師後表示，警方未有清晰交代鄭麗琼被捕原因。
由於警察突然要求增加保釋金，包括許智峯等多名民主黨成員在警署門外合資，但有關情況被拍下。其後，民建聯陳學鋒於社交媒體上載有關照片並留言「許智峰，示威完收錢都唔好咁揚啦！」。其後，另一民主派區議員葉錦龍指出照片實質的情況。民主黨尹兆堅事後解釋警方突然將保釋金要求提高的事，而甘乃威只是將多餘的金錢交還許智峯。民主黨指該照片為警察在警署內高處監視及偷拍，又指「若果條片真係警員拍攝，咪即係警方拍片協助陳學鋒煽動謠言？」有媒體發電郵向警方查詢是否由警員拍攝及發布和有否違規，警方以「警方會了解事件。」回應。
民主黨其後表示，許智峯將會入稟控告陳學鋒誹謗，及會向投訴警察課作出正式投訴「警方涉拍片，交民建聯上載」的做法，要求警方調查是哪一位警員負責拍片。

### 被懷疑大公報記者跟蹤事件
許智峯於2020年8月14日在社交媒體表示連續多日被車牌為WW5399的神秘車輛跟蹤，車內有大量攝影器材，被揭發後企圖逃走不果，期間撞到許。許其後報警處理，但警員亦只是在旁敲窗了解事件，未有向其他人交待其身份。及後，警員更拉人鏈護送神秘涉事私家車離開。許要求警方向他交代車上兩人的記者證和隸屬那間報館，並將兩人拘捕，但警方雙雙拒絕。及後，許質疑為何對示威的普通市民高度嚴苛，但這些不知是否國安的人，就如此寬鬆對待，甚至不需要涉嫌撞傷人司機下車接受調查，有異於正常處理交通意外的程序。其後有消息指，跟蹤許的人士為《大公報》的記者。亦有網民認出，該記者實為2016年在太古站內在梁天琦爭執打架的《大公報》姓盧男記者。及後，《大公報》發聲明批評許踐踏新聞自由，許則發聲明質疑警方存心包庇，由始至終態度極不友善，懷疑對方是國安，是因為警方優待對方，未有要求對方下車或關掉汽車引擎，又容許他到警署才接受酒精測試。許的聲明當中，又指責《大公報》將惡意跟蹤議員謊稱為正常採訪，顛倒是非黑白，實為傳媒之恥，要求《大公報》立即撤回聲明及道歉，並將循法律途徑追究。

### 涉立法會內抗爭被捕

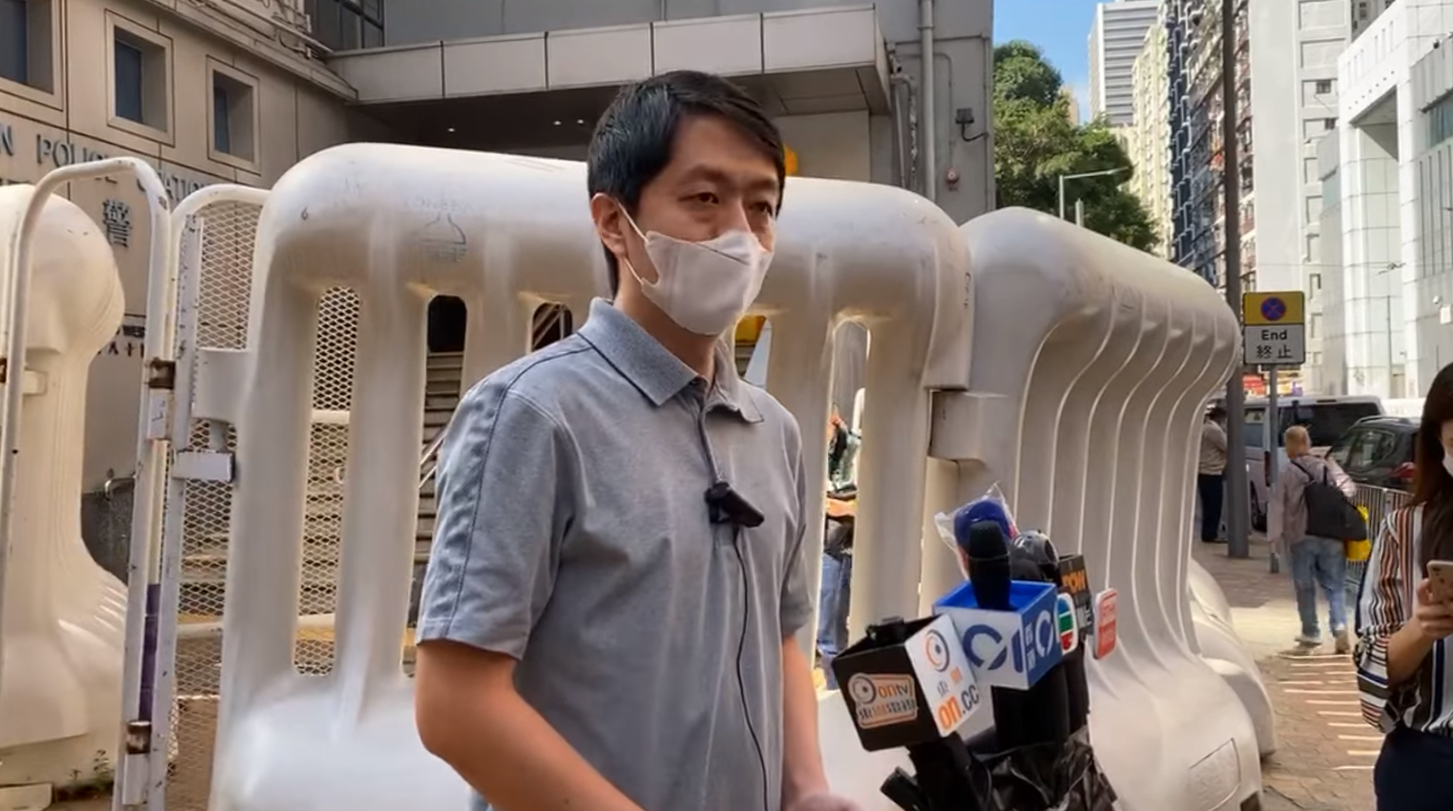
2020年11月2日，立法會議員許智峯到西區警署報到後被捕，控告他在2020年5月8日的立法會內會衝突中，觸犯《立法會(權力及特權)條例》及干預、騷擾、抗拒或妨礙正在執行職責的立法會人員兩罪

2020年8月26日，警方以許智峯參與光復屯門公園為由將其逮捕，被控不誠實取用電腦、刑事損壞及意圖妨礙司法公正。案件在同年11月26日在區院提訊，押後至2021年1月26日。控方在庭上曾要求兩人向法庭交出旅遊證件，不過法官經考慮後改為在出發前72小時通知法庭及警方。
而他現時面臨9項控罪，包括2020年5月8日立法會內務委員會衝突被控藐視罪及干預、騷擾、抗拒或妨礙正在執行職責的立法會人員，2020年5月28日《國歌法》二讀被控《特權法》下的藐視罪，以及《侵害人身罪條例》中的意圖損害等而使用毒藥等（意圖使他人受損害、精神受創或惱怒而向他人施用有害物品）。而2020年6月4日，在立法會三讀《國歌法》時涉嫌撥臭水，被控以《特權法》之下的藐視罪，以及《侵害人身罪條例》中的意圖損害等而使用毒藥等（意圖使他人受損害、精神受創或惱怒而向他人施用有害物品）。

### 流亡
2020年11月30日，許氏應丹麥國會議員邀請離港赴當地交流。12月2日，媒體引述消息指，民主黨前立法會議員許智峯的父母、妻子及兩名子女已乘飛機離港往丹麥。一日後，許智峯在社交網站發表聲明，正式宣布要暫別香港，就此流亡，並退出香港民主黨，尚未決定會在哪個國家停留。12月5日，Now新聞台獨家採訪轉抵英國倫敦的許智峯。他形容心情沉重，知道自己要與香港、所有他愛的事物切割，可能永遠無法回去。他亦拒絕透露家人的去向。
一日後，許發現與家屬的香港銀行帳戶被凍結，涉及最少4間銀行（滙豐銀行、星展銀行、花旗銀行及中銀香港）及5個戶口，總金額涉及數百萬元存款。許形容存款是他的畢生儲蓄。其後銀行短時間內反覆解凍和凍結戶口。12月6日晚上，許智峯表示他們一家最終得以取走主要爭論的85萬港元以外的大部份存款並轉移至安全地方。12月7日，在戶口存款已被移走後，滙豐、花旗再收到香港警方要求凍結許家眾人銀行戶口的指示。許稱事件嚴重損害香港作為國際金融中心的地位。
12月16日，民政事務局表示，認為有需要暫停發放許智峯在12月3日或之後的區議員酬金、津貼和開支償還款額。
12月18日，許智峯在接受前議員朱凱迪專訪時表示，近日他和家人的信用卡被停用，而信用卡資料亦在網上銀行戶口「消失」，他們均無法用信用卡進行交易。2021年1月2日，許智峯在社交平台表示，自己及家人所有星展銀行、滙豐銀行、花旗銀行信用卡被銀行單方面、無通知下，以商業決定為由取消。許智峯稱，自己及家人的信用卡內，盈餘比欠款多，質疑現在一個與信貸無關的 「商業決定」下，銀行隨意取消客戶信用卡，又形容是侵吞資產，行為猶如強盜。他要求花旗、滙豐公開交代事件和相關監管機構作出調查，否則會考慮其他行動。
到2021年1月6日，其51歲義務助理陳渭新亦表示，指連續數日被不明男子跟蹤，加上擔心兩宗案件再被檢控及其家人，因而抵達英國，暫寄住朋友家。他表示最不捨得是90歲父親。
2021年3月9日，許智峯轉抵澳洲。他在3月22日完成隔離後，轉往澳洲東南部阿德萊德定居。他同時透露曾經收到一名自稱是「澳洲財政部長」西蒙·伯明翰的人士傳來的訊息，稱可以為他提供人身保護，並要求匯款至香港荃灣一間洗衣店。許智峯最後未有理會。而澳洲金融部長伯明翰透過發言人指，稱其姓名遭到盜用已經報警處理。
2021年11月29日：許智峯被廉政公署通緝，涉嫌煽惑他人在立法會換屆選舉投白票及不投票，違反相關選舉條例。
2022年8月7日，许智峰在澳洲用餐時遭到一名华裔男子淋水和喝骂，随即向澳洲安全机构进行举报。这是许智峰流亡后首次被滋扰或直接袭击，他事后向《德国之声》表示：“事件反映海外港人的人身安全受到威胁。施襲者及後被澳洲警方拘捕並提堂, 被控兩罪 ( 社區矯正令(Community Correction Order) 12個月 以及襲擊罪 ) ,  許智峯感謝港人提供協助支持, 並呼籲香港人加油。
2022年9月29日，香港法院以藐视法庭罪為由判处在外流亡的许智峯三年半的监禁。
2023年7月3日，許智峯、郭榮鏗、袁弓夷、任建峰、郭鳳儀、蒙兆達、劉祖廸及羅冠聰等八名流亡海外的香港民主派人士被香港警務處國家安全處各悬赏100万港币通缉。案情指許智峯多次在海外透過社交媒體和新聞媒體等各類平台，發起「香港約章」，鼓吹香港獨立、台灣獨立，推動所謂公投，煽動推翻《中華人民共和國憲法》所確立的中華人民共和國基本制度，同時勾結外國反華政客和組織，請求外國對香港和中國進行制裁等。相關行為涉嫌干犯《港區國安法》第21條煽動分裂國家罪、第23條煽動顛覆國家罪，以及第29條勾結外國或者境外勢力危害國家安全罪，許則在面書回應，國安處以為100萬懸賞，就可以令我惶恐過活，偏偏他在澳洲及國際上的生活就是公開、從容，相反，獨裁者及劊子手卻要匿藏自己，避開社會對他們鄙視的眼光，沒勇氣在街上行走，深怕被市民唾罵，生活如過街老鼠。並公開呼籲，李家超及一眾為港共服務的黑警及官員向國際法庭自首，承認自己在香港侵犯人權的暴行，或可獲國際社會及歷史輕判，以免終日惶恐及被制裁度日。
2023年8月，許智峯獲南澳大利亞州最高法院頒令正式確認律師資格，在阿德萊德市中心的一所本地律師行執業。他事前已向法庭及律師會申報自己在香港的所有刑事紀錄，包括港區國安法下的100萬港元懸紅通緝令、藐視法庭罪、藐視立法會罪、襲擊罪等罪名，但依然獲法院裁定他有良好品格。香港特區政府回應，指許智峯是罪犯、在逃人員，更欺騙法院，視法治為無物，任何人與許智峯有任何業務往來或其他交易時，都應格外小心。
2023年9月12日，國安處人員搜查許在港家人單位，分別帶走許的岳父、岳母及大舅，調查3人是否仍然與許智峯有任何形式的聯絡或金錢往來。
2023年11月，律政司向許智峯提出破產呈請。2024年2月6日，高等法院頒令許智峯破產。2024年12月24日，其香港特區護照被撤銷。
2025年2月，港府決定沒收許智峯其母親及妻子在香港的財產。
2025年8月26日，許在社交媒體透露，已獲澳洲政府批出難民身份。

## 政治立場關注議題

### 樹木法
許智峯多年來都要求政府訂立樹木法，保護及制衡濫砍樹木，並曾於2015年拍攝英語短片，呼籲國際機構、環保組職及專業團體簽署，介入向港府施壓。成為立法會議員後，又曾就申訴專員公署主動調查地政總署在2018年對香港大學鄧志昂樓前兩棵樹的砍樹處理報告主動回應，批評申訴專員公署小罵大幫忙。

## 家庭
許智峯已婚，育有2个孩子。